# Ołeksandr Barannikow
Ołeksandr Serhijowycz Barannikow (ur. 23 stycznia 1997) – ukraiński lekkoatleta specjalizujący się w skoku wzwyż.
W 2013 był czwarty na mistrzostwach świata juniorów młodszych, a rok później zajął tę samą pozycję podczas igrzysk olimpijskich młodzieży w Nankinie. Brązowy medalista juniorskich mistrzostw Europy z Eskilstuny (2015). Czwarty skoczek wzwyż mistrzostw świata U20 w Bydgoszczy (2016). 
Medalista juniorskich mistrzostw kraju oraz reprezentant Ukrainy w meczach międzypaństwowych.
Rekordy życiowe: stadion – 2,26 (25 czerwca 2016, Berdyczów); hala – 2,22 (13 lutego 2016, Sumy).

## Osiągnięcia
| Rok  | Impreza                                               | Miejsce    | Lokata            | Wynik |
| ---- | ----------------------------------------------------- | ---------- | ----------------- | ----- |
| 2013 | Mistrzostwa świata juniorów młodszych                 | Donieck    | 4. miejsce        | 2,16  |
| 2014 | Kwalifikacje Europy do igrzysk olimpijskich młodzieży | Baku       | 2. miejsce        | 2,14  |
| 2014 | Igrzyska olimpijskie młodzieży                        | Nankin     | 4. miejsce        | 2,14  |
| 2015 | Mistrzostwa Europy juniorów                           | Eskilstuna | 3. miejsce        | 2,19  |
| 2016 | Mistrzostwa świata juniorów                           | Bydgoszcz  | 4. miejsce        | 2,21  |
| 2017 | Halowe mistrzostwa Europy                             | Belgrad    | el. – 14. miejsce | 2,21  |